# Intesius
Intesius is een geslacht van kreeftachtigen uit de klasse van de Malacostraca (hogere kreeftachtigen).

## Soorten
- Intesius crosnieri Davie, 1998
- Intesius lucius Crosnier & Ng, 2004
- Intesius pilosus Guinot & Richer de Forges, 1981
- Intesius richeri Crosnier & Ng, 2004